# Os Ecologistas
Europa Ecologia - Os Verdes (do francês: Europe Ecologie - Les Verts) é um partido político francês.

## Identidade
A Europa Ecologia, inicialmente, foi fundada em 2008, como uma aliança de diversos partidos e movimentos ecologistas e sociais, para alargar a popularidade do partido Os Verdes.  A aliança conseguiu um espectacular resultados nas eleições parlamentares europeias de 2009, ao conquistar, mais de 2 milhões de votos e cerca de 16% dos votos, ficando com 14 eurodeputados. Após este resultado, a aliança decidiu, antes das eleições regionais de 2010, transformar-se em partido político. Em 2012, o partido entrou no governo de França, coligando-se com o Partido Socialista e o Partido Radical de Esquerda. Em 2014, com a nomeação de Manuel Valls como primeiro-ministro, o partido retirou-se do governo e passou para a oposição.

## Resultados eleitorais

### Eleições presidenciais
| Data | Candidato apoiado | 1ª Volta | 1ª Volta  | 1ª Volta    | 2ª Volta | 2ª Volta | 2ª Volta |
| Data | Candidato apoiado | CI.      | Votos     | %           | CI.      | Votos    | %        |
| ---- | ----------------- | -------- | --------- | ----------- | -------- | -------- | -------- |
| 1988 | Antoine Waechter  | 6.º      | 1 149 642 | 3,9 / 100,0 |          |          |          |
| 1995 | Dominique Voynet  | 8.º      | 1 010 681 | 3,3 / 100,0 |          |          |          |
| 2002 | Noël Mamère       | 7.º      | 1 495 724 | 5,3 / 100,0 |          |          |          |
| 2007 | Dominique Voynet  | 8.º      | 576 666   | 1,6 / 100,0 |          |          |          |
| 2012 | Eva Joly          | 6.º      | 828 345   | 2,3 / 100,0 |          |          |          |
| 2017 | Benoît Hamon      | 5.º      | 2 291 288 | 6,4 / 100,0 |          |          |          |
| 2022 | Yannick Jadot     | 6.º      | 1 628 337 | 4,6 / 100,0 |          |          |          |

### Eleições legislativas
| Data | 1ª Volta                               | 1ª Volta                               | 1ª Volta                               | 1ª Volta                               | 2ª Volta                               | 2ª Volta                               | 2ª Volta                               | 2ª Volta                               | Deputados | +/-     | Status            |
| Data | CI.                                    | Votos                                  | %                                      | +/-                                    | CI.                                    | Votos                                  | %                                      | +/-                                    | Deputados | +/-     | Status            |
| ---- | -------------------------------------- | -------------------------------------- | -------------------------------------- | -------------------------------------- | -------------------------------------- | -------------------------------------- | -------------------------------------- | -------------------------------------- | --------- | ------- | ----------------- |
| 1986 | 9.º                                    | 340 109                                | 1,2 / 100,0                            |                                        |                                        |                                        |                                        |                                        | 0 / 573   |         | Extra-parlamentar |
| 1988 | 10.º                                   | 86 312                                 | 0,4 / 100,0                            | 0,8                                    |                                        |                                        |                                        |                                        | 0 / 577   | Estável | Extra-parlamentar |
| 1993 | 7.º                                    | 1 022 196                              | 4,1 / 100,0                            | 3,7                                    | 7.º                                    | 37 491                                 | 0,2 / 100,0                            |                                        | 0 / 577   | Estável | Extra-parlamentar |
| 1997 | 6.º                                    | 1 738 287                              | 6,8 / 100,0                            | 2,7                                    | 9.º                                    | 414 871                                | 1,6 / 100,0                            | 1,4                                    | 7 / 577   | 7       | Governo           |
| 2002 | 6.º                                    | 1 138 222                              | 4,5 / 100,0                            | 2,3                                    | 5.º                                    | 677 933                                | 3,2 / 100,0                            | 1,6                                    | 3 / 577   | 4       | Oposição          |
| 2007 | 7.º                                    | 845 977                                | 3,3 / 100,0                            | 1,2                                    | 10.º                                   | 90 975                                 | 0,5 / 100,0                            | 2,7                                    | 4 / 577   | 1       | Oposição          |
| 2012 | 5.º                                    | 1 418 141                              | 5,5 / 100,0                            | 2,2                                    | 4.º                                    | 828 916                                | 3,6 / 100,0                            | 3,1                                    | 17 / 577  | 13      | Governo           |
| 2017 | 6.º                                    | 973 527                                | 4,3 / 100,0                            | 1,2                                    | 14.º                                   | 23 197                                 | 0,1 / 100,0                            | 4,2                                    | 1 / 577   | 16      | Oposição          |
| 2022 | Nova União Popular Ecologista e Social | Nova União Popular Ecologista e Social | Nova União Popular Ecologista e Social | Nova União Popular Ecologista e Social | Nova União Popular Ecologista e Social | Nova União Popular Ecologista e Social | Nova União Popular Ecologista e Social | Nova União Popular Ecologista e Social | 15 / 577  | 14      | Oposição          |
| 2024 | Nova Frente Popular                    | Nova Frente Popular                    | Nova Frente Popular                    | Nova Frente Popular                    | Nova Frente Popular                    | Nova Frente Popular                    | Nova Frente Popular                    | Nova Frente Popular                    | 28 / 577  | 13      |                   |

### Eleições europeias
| Data | CI. | Votos     | %            | +/- | Deputados      | +/- |
| ---- | --- | --------- | ------------ | --- | -------------- | --- |
| 1984 | 5.º | 680 080   | 3,4 / 100,0  |     | 0 / 81         |     |
| 1989 | 4.º | 1 922 945 | 10,4 / 100,0 | 7,2 | 9 / 81         | 9   |
| 1994 | 8.º | 574 806   | 3,0 / 100,0  | 7,6 | 0 / 87         | 9   |
| 1999 | 4.º | 1 715 450 | 9,7 / 100,0  | 6,7 | 9 / 87         | 9   |
| 2004 | 5.º | 1 271 934 | 7,4 / 100,0  | 2,3 | 6 / 78         | 3   |
| 2009 | 3.º | 2 803 759 | 16,3 / 100,0 | 8,9 | 14 / 7215 / 74 | 8 1 |
| 2014 | 5.º | 1 696 442 | 9,0 / 100,0  | 7,3 | 6 / 74         | 9   |
| 2019 | 3.º | 3 055 023 | 13,5 / 100,0 | 4,5 | 12 / 74        | 6   |